# Taux de clics
Pour les articles homonymes, voir CTR.
Le taux de clics ou TDC (en anglais, Click-through rate ou CTR) est un rapport entre le nombre de clics qu'un élément reçoit et le nombre d'affichages de celui-ci. Il s'exprime en pourcentage. Par exemple, si une bannière publicitaire est affichée 1 000 fois et reçoit 10 clics, le taux de clics sera de 1 %. Le taux de clic est très utilisé en marketing électronique pour mesurer l'efficacité de la publicité en ligne. On peut aussi parler de taux de clic pour les clics effectués dans les pages de résultats d'un moteur de recherche (SERP).
Le taux de clics uniques désigne le rapport entre le nombre d'affichages d'une publicité et le nombre de personnes. 

Selon le livre blanc publié par ComScore, « 3 % des internautes effectuent 66 % des clics » et 85 % de tous les clics sur les publicités ne sont le fait que de 8 % des internautes.